# Laneuveville-devant-Nancy
Laneuveville-devant-Nancy – miejscowość i gmina we Francji, w regionie Grand Est, w departamencie Meurthe i Mozela.
Według danych na rok 1990 gminę zamieszkiwały 4912 osoby, a gęstość zaludnienia wynosiła 394 osób/km² (wśród 2335 gmin Lotaryngii Laneuveville-devant-Nancy plasuje się na 88. miejscu pod względem liczby ludności, natomiast pod względem powierzchni na miejscu 451.).